# Savini Due
Site Web Oficial: https://www.savinidue.com/ro/
Savini Due, compania cu sediul în  Sebeș, România, a fost înființată în anul 2003 de antreprenorul italian Piersante Savini din dorința sa de a-și transpune în realitate viziunea despre ceea ce înseamnă confort și estetică într-o baie.
Profesionalismul, dedicarea, pasiunea pentru design, atenția la detalii și respectul pentru comunitate și mediu au stat întotdeauna la baza fiecărui proces, a fiecărei decizii, și a fiecărui produs rezultat, care astăzi înfrumusețează băile milioanelor de clienți Savini Due din toată Europa.
„Baia reprezintă un spațiu personal, intim, pentru fiecare dintre noi. Este un refugiu din viața cotidiană, un spațiu destinat relaxării și bunăstării.” – Piersante Savini, Owner
Compania a investit permanent în integrarea celor mai noi tehnologii de producție, a sistemelor de automatizare și control al calității, pentru a se asigura de buna respectare a misiunii și valorilor care o guvernează. Comunicarea permanentă cu partenerii și clienții, au permis companiei să se alinieze tendințelor de design și să răspundă necesităților pieței.
Astăzi, Savini Due se numără printre companiile de top din Europa, cu o prezență consolidată în 28 de țări: Germania, Italia, Franța, Marea Britanie, România, Ungaria, Grecia, Austria, Cehia, Slovacia, Slovenia, Croația, Bosnia și Herțegovina, Serbia, Elveția, Bulgaria, Cipru, Malta, Polonia, Ucraina, Rusia, Belgia, Olanda, Luxemburg, Suedia, Georgia, India, Moldova.
- 75.000 mp facilități de producție;
- Management tânăr;
- Produse certificare FSC;
- Tehnologii de producție cu 0 emisii de compuși organici volatili;
- Procese și sisteme ISO 14001 si ISO 9001 implementate.

Valorile companiei Savini Due:
sursa: https://www.savinidue.com/ro/
PROFESIONALISM ȘI DEDICARE:
Profesionalismul și dedicarea noastră de a duce mai departe viziunea companiei și de a deservi nevoile clienților au rămas neschimbate, dar am continuat să ne adaptăm permanent la evoluțiile tehnologice, noile standarde de calitate și de mediu, și la schimbările în preferințele clienților.
PASIUNE PENTRU DESIGN:
Armonia dintr-o baie este dată de designul, calitatea materialelor utilizate, culorile și texturile care se îmbină și transformă acest spațiu într-o oază de relaxare. De aceea pentru noi este atât de important design-ul fiecărei piese de mobilier, alegerea materialelor, culorilor și texturilor potrivite, și integrarea de tehnologii care să aducă acea stare de bine pe care ne-o dorim cu toții.
SOLUȚII ADAPTABILE ORICĂREI NEVOI DE AMENAJARE:
Know-how-ul și pasiunea în crearea unei experiențe aparte pentru clienții noștri ne-au permis să regândim producția de serie transpunând-o într-o vastă plajă de opțiuni, care să corespundă tuturor nevoilor de amenajare. Astăzi, portofoliul nostru include atât produse standardizate care corespund nevoilor pieței, dar și soluții configurabile care vin să răspundă nevoilor de personalizare a clienților.
CALITATE ȘI ATENȚIA LA DETALII:
În ultimii ani, ne-am concentrat pe integrarea, optimizarea trasabilității produselor și respectarea procedurilor, cu scopul de a oferi clienților noștri cel mai înalt nivel de calitate posibil.
RESPECTUL PENTRU COMUNITATE ȘI MEDIU:
Începând cu 2021, Savini Due va produce mobilier realizat numai cu materiale din lemn certificate FSC®: aceasta certifică trasabilitatea și originea lemnului.
PRODUSE ȘI MATERIALE UTILIZATE:
Începând cu anul 2020, Savini Due a introdus pe piață o serie de noutăți, printre care cele mai importante sunt:
1. Colecția IDEA compusă din lavoare realizate din HPL stratificat, un material inovativ, perfect pentru utilizarea în baie. Este un material de o calitate absolută deoarece este ignifug, hidrofug, este rezistent la uzură, abur, produse de curățare și dezinfectanți. Oferă o estetică care se potrivește perfect tuturor stilurilor de design.
2. Extinde utilizarea MDF-ului înfoliat cu PVC ca soluție nepoluantă ce reduce semnificativ impactul asupra mediului, datorită emisiilor 0 de compuși organici volatili. Noile colecții din MDF înfoliat sunt Albatros, Oikos și Akri, iar colecțiile Cielo și Fly aflate deja în portofoliul de produse Savini Due, sunt regândite cu ajutorul acestei tehnologii nepoluante. Astfel, aceste 5 colecții de mobilier se alătură colecțiilor deja consacrate, Armonia, Geos și Sole care folosesc aceiași tehnologie.
3. Noi soluții de personalizare în baie, datorită colecției de blaturi LINEA și a modularității și a compatibilității elementelor componente ale colecțiilor IDEA și ALBATROS, care împreună permit crearea de noi soluții pentru amenajarea unei băi.

Pe lângă aceste noutăți, merită menționată și utilizarea altor materiale în realizarea produselor Savini Due:
Lemnul masiv este folosit la realizarea unor modele clasice cu accente rustice. Finisajele “noce“, “decapé“, “shabby“ permit amplasarea în diferite stiluri de amenajare.
Panourile melaminate sunt extrem de rezistente la zgârieturi și solvenți și sunt utilizate pe scară largă în industria mobilei. Aspectul produsului poate fi îmbunătățit prin utilizarea hârtiei melaminate texturate cu aspect de lemn.
Ceramica este materialul tradițional folosit la realizarea lavoarelor pentru baie. Este durabil și ușor de curățat.
Materialul compozit este soluția modernă pentru realizarea lavoarelor. Fiind un amestec de materiale naturale și polimer acrilic, permite crearea unor forme speciale de orice dimensiune și aspect geometric. Are o durabilitate în timp remarcabilă.
De la sertare la balamale și până la mânere și accesorii, metalul oferă rezistență și precizie produselor Savini Due, precum și un aspect foarte de plăcut.
Număr de angajați
- 2021: 285
- 2020: 282
- 2019: 310
- 2018: 387
- 2017: 375
- 2016: 370
- 2015: 285
- 2014: 267
- 2013: 288
- 2012: 248
- 2011: 225[1]
- 2010: 233
- 2009: 230

Cifra de afaceri
- 2021: 32 milioane euro[2]
- 2020: 27,80 milioane euro
- 2019: 27,43 milioane euro
- 2018: 28,31 milioane euro
- 2017: 25,72 milioane euro
- 2016: 25 milioane euro[3]
- 2015: 18,1 milioane euro
- 2014: 15,8 milioane euro
- 2013: 14,1 milioane euro
- 2012: 12.3 milioane euro
- 2011: 11,7 milioane euro [4]
- 2010: 12 milioane euro [1]
- 2009: 11 milioane euro [5]